# Walter Koenig
Cet article possède un paronyme, voir König.
Walter Marvin Koenig est un acteur américain né à Chicago le 14 septembre 1936 connu notamment pour avoir incarné le personnage de Pavel Chekov dans la série Star Trek ainsi que Alfred Bester dans la série Babylon 5.

## Biographie
Walter Koenig est né à Chicago en Illinois, fils de l'homme d'affaires Isadore Koenig et de sa femme Sarah (née Strauss). Koenig fréquente le Grinnell College à Grinnell dans l'Iowa puis obtient un diplôme en psychologie à UCLA.
Walter Koenig fait du théâtre et a de petits rôles dans des séries (Alfred Hitchcock présente...) avant d'être engagé par Gene Roddenberry pour incarner Pavel Chekov dans Star Trek. Afin d'attirer des jeunes téléspectateurs, la production voulait en effet pour la deuxième saison un jeune personnage, l'enseigne Pavel Chekov. Personnage servant au départ de bouche-trou aux absences de George Takei, Chekov devient rapidement l'un des membres à part entière de l'équipage. Il participe ainsi aux six films issus de la série télévisée, et fait une apparition dans le septième, Star Trek : Générations. Ce rôle lui vaut un des prix Inkpot remis au Comic-Con 1982.
Durant les années 1990, il renoue avec les séries de science-fiction avec Babylon 5 en interprétant le rôle d'Alfred Bester, le télépathe chargé de mener la chasse aux télépathes dissidents. Il fait partie des méchants de la série, même si plusieurs épisodes écrits par Straczynski présentent un personnage plus complexe. Le nom de son personnage est inspiré de celui d'un écrivain américain de SF.
Plus récemment, on a pu le voir en guest star dans un épisode de Star Trek - New Voyages (série créée par des fans de Star Trek pour faire revivre la série classique), le scénario présentant un vieillissement prématuré de son personnage, Pavel Chekov, afin de pouvoir faire intervenir l'acteur dans le rôle qui fut le sien dans la série d'origine. Cet épisode s'intitule To serve all my days.
Son fils Andrew Koenig, également acteur, s'est suicidé le 25 février 2010.
Koenig reçoit la 2479e étoile du Hollywood Walk of Fame le 10 septembre 2012,.

## Filmographie
- 1962 : The Norman Vincent Peale Story
- 1963 : Strange Lovers : Bob Fuller (segment "End of the Path")
- 1967-1969 : Star Trek : Pavel Chekov (À partir de la saison 2)
- 1970 : Le Virginien (TV) saison 9 épisode 07 (Crooked corner) : Paul Erlich
- 1971 : Goodbye, Raggedy Ann (en) (TV) : Jerry
- 1973 : Nightmare Honeymoon d'Elliot Silverstein : Deputy Sheriff
- 1974 : The Questor Tapes (en) (TV) : Administrative Assistant
- 1976 : Columbo : Deux en un (Fade in to Murder) (série télévisée) : Sergent Johnson
- 1979 : Star Trek, le film (Star Trek: The Motion Picture) : Lt. Pavel Chekov
- 1980 : The Starlost: The Alien Oro (TV) : Oro
- 1982 : Star Trek 2 : La Colère de Khan (Star Trek: The Wrath of Khan) : Pavel Chekov
- 1982 : Matthew Star (The Powers of Matthew Star) (épisode Mother)
- 1984 : Antony and Cleopatra (TV) : Pompey
- 1984 : Star Trek 3 : À la recherche de Spock (Star Trek III: The Search for Spock) : Pavel Chekov
- 1986 : Star Trek 4 : Retour sur Terre (Star Trek IV: The Voyage Home) : Commander Pavel Chekov
- 1989 : Deadly Weapon
- 1989 : Péril sur la Lune (Moontrap) : Col. Jason Grant
- 1989 : Star Trek 5 : L'Ultime Frontière (Star Trek V: The Final Frontier) : Cmdr. Pavel Chekov
- 1991 : Star Trek 6 : Terre inconnue (Star Trek VI: The Undiscovered Country) : Commander Pavel Chekov
- 1994 : Star Trek : Générations (Star Trek: Generations) : Commander Pavel Chekov
- 1994 à 1998 : Babylon 5 : Alfred Bester
- 1997 : Drawing Down the Moon : Joe Merchant
- 1997 : Sworn to Justice : Dr. Breitenheim
- 2000 : The Privateers (TV) : Adm. Roka
- 2003 : Maximum Surge Movie (TV) : Drexel
- 2003 : Roddenberry on Patrol (vidéo) : Mr. Lofcheck
- 2004 : Star Trek: New Voyages (en) (série télévisée) : Lt. Pavel Chekov
- 2006 : Mad Cowgirl : Pastor Dylan
- 2007 : Bone Eater : L'Esprit des Morts (TV) : Le coroner
- 2013 : Star Trek: Renegades : Admiral Pavel Chekov

## Voix françaises
- Vincent Violette dans :
  - Star Trek 2 : La Colère de Khan
  - Star Trek 5 : L'Ultime Frontière
  - Star Trek 6 : Terre inconnue

- Nicolas Brémont dans :
  - Star Trek 3 : À la recherche de Spock
  - Star Trek 4 : Retour sur Terre

et aussi
- André Montmorency dans Star Trek (série télévisée - Doublé au Québec)
- Mario Santini dans Columbo : Deux en un (téléfilm)
- Thierry Bourdon dans Star Trek, le film (1er doublage)
- Philippe Peythieu dans Babylon 5 (série télévisée)
- Gilbert Lévy dans Star Trek : Générations
- Bernard Métraux dans Star Trek, le film (2e doublage - version Director's Cut de 2000)